# Пірофаніт
Пірофаніт (рос. пирофанит; англ. pyrophanite; нім. Pyrophanit m) — мінерал, оксид манґану та титану координаційної будови.
Від пір… і грецьк. «фанос» — світлий (A.Hamberg, 1890).

## Загальний опис
Хімічна формула: MnTiO3.
Містить (%): MnO — 46,96; TiO2 — 53,04.
Сингонія тригональна. Ромбоедричний вид.
Форми виділення: тонкотаблитчасті, тонколускуваті агрегати.
Густина 4,54.
Твердість 5,5-6,5.
Колір густий, криваво-червоний.
Риса коричнево-жовта з зеленим відтінком. Напівпрозорий.
Блиск алмазний.
Зустрічається в деяких метаморфічних марганцевистих родовищах, рідше — в лужних пегматитах. Разом з цеолітами — в міаролах нефелінових сієнітів. Рідкісний. Знайдений у рудних родовищах Швеції (Пайсберґ).

## Різновиди
Розрізняють:
- залізистий (різновид пірофаніту з вмістом FeO до 22 %),
- залізисто-свинцевистий або сенаїт (різновид пірофаніту з вмістом FeO до 22 % і незначною кількістю PbO. Знайдений в алмазоносних пісках шт. Мінас-Жерайс, Бразилія),
- ітріїстий (різновид пірофаніту, який містить до 0,75 % Y2O3).